# Hans Herbert Hartwieg
Hans Herbert Hartwieg (* 25. Juli 1922 in Hamburg; † 27. Juni 2019 in Prien am Chiemsee) war ein deutscher zeitgenössischer Maler. Er lebte und arbeitete seit den 1980er-Jahren in Prien am Chiemsee. Hartwieg näherte sich im Laufe seiner künstlerischen Tätigkeit allmählich der konkreten Kunst an und galt als einer ihrer konsequentesten Vertreter.
Nach einem Studium der Philosophie und einer Tätigkeit als Zimmermann in Hamburg arbeitete er in Köln zunächst mit einem Dozenten der Kunstgewerbeschule, dann mit einem freien Grafiker in deren grafischen Werkstätten. Auf der Europäischen Akademie für Bildende Kunst in Trier vertiefte er seine Neigung zur freien Malerei, die dann zur konkreten Kunst führte.
In einem Katalog des Museum Modern Art wird Hartwieg als ein Künstler der konkreten Kunst im weitesten Sinne bezeichnet. Er hatte sich jedoch inzwischen auch einer sehr streng konstruktiven Ausprägung zugewandt. 
Zunehmend gestaltete er seine Arbeiten mit künstlichem Licht, bis hin zu Lichtobjekten mit rotierenden LEDs.
Nach eigener Aussage lehnte er nichtssagende Werkbezeichnung wie „o.T.“ (ohne Titel) ab und wählte dabei oft „bildhafte Titel“ ohne sichtbaren Bezug zu der Arbeit, wie er sagt „nur um den Kindern einen Namen zu geben“.
Durch Ausstellungen in seiner Umgebung sowie im Arabellapark in München, im Museum Modern Art in Hünfeld bei Fulda, im Dogenpalast in Genua, im Kunstpalast in Krakau, im Kunstzentrum in Posen, in Warschau und St. Petersburg ist Hans Herbert Hartwieg bekannt. Hartwieg ist im Bundesverband Bildender Künstlerinnen und Künstler (BBK).
Seine Arbeiten befinden sich in privatem und öffentlichem Besitz.